# Euxiphidion subapterus
Euxiphidion subapterus är en insektsart som beskrevs av Bruner, L. 1915. Euxiphidion subapterus ingår i släktet Euxiphidion och familjen vårtbitare. Inga underarter finns listade i Catalogue of Life.